# Max Nehrling
Max Nehrling (* 11. Mai 1887 in Posen; † 18. September 1957 in Weimar) war ein deutscher Maler und Grafiker.

## Leben und Werk
Bereits als Zwölfjähriger besuchte Nehrling die Großherzogliche Freie Zeichenschule in Weimar. Ab 1902 macht er bei der Weimarer Druckerei Reineck & Klein vier Jahre eine Lithografen-Lehre. Von 1908 bis 1909 arbeitete er als Lithograf bei Carl Rembold in Heilbronn. Von 1909 bis 1910 war er Zeichner im Grafikatelier O. de Rycker & Mendel in Brüssel. Ab 1911 studierte er vorübergehend an der Großherzoglich Sächsischen Kunstgewerbeschule in Weimar. Dort hatte er u. a. Farbunterricht bei Dorothea Seeligmüller (1876–1951) und Unterricht in Ornamentik bei Henry van de Velde und Dora Wibiral. Schon in dieser Zeit fertigte Nehrling Entwürfe für Plakate, Ornamente und qualitätvolle Aktzeichnungen. Noch 1911 ging er an die Großherzoglich Sächsische Kunsthochschule Weimar, wo er Unterricht u. a. bei Geri Melchers, Fritz Mackensen, Walther Klemm und Otto Rasch nahm. 1913 gründete er mit Gottlieb Krippendorf und Rudolf Riege (1892–1959) die „Künstlerkolonie Föhlritz“. Diese löste sich kriegsbedingt 1916 auf, wurde 1920 mit Bauhaus-Künstlern wieder aktiviert und existierte dann unter Mitwirkung Nehrings bis 1957. Von 1914 bis 1918 nahm Nehrling als Soldat des Deutschen Heers an der französischen Front am Ersten Weltkrieg teil. Nach der Gründung des Bauhauses in Weimar schrieb er sich dort 1919 für ein Studium ein. Im Vorkurs und im Aktzeichenkurs lernte er bei Johannes Itten. Außerdem besuchte er die Werkstatt für Grafische Druckerei unter der Leitung von Walther Klemm.
1919 bewilligte ihm der Meisterrat des Bauhauses ein Stipendium von 150 Mark zur Zahlung des Schulgeldes. 1921 wechselte er an die neu gegründete Staatliche Hochschule für bildende Kunst Weimar, wo er vor allem bei Klemm und Itten studierte. Auf Grund seiner Leistungen erhielt er ein Stipendium und ein eigenes Atelier. Ab 1929 arbeitete Nehrling als freischaffender Künstler in Weimar. Neben seinen freien Arbeiten übernahm er Aufträge für Plakate u. ä. Der Lebensunterhalt der Familie konnte nur dadurch gesichert werden, dass seine Frau in einem Büro arbeitete.
Der universalistische Ansatz des Bauhauses interessierte Nehrling nicht. Er wollte ganz Maler sein und widmete sich der Landschaftsmalerei im naturalistischen Stil der lokalen Weimarer Schule. Ende der 1930er Jahre zog sich Nehrling aus dem offiziellen Kunstbetrieb zurück. 1942 wurde er nur noch listenmäßig als Mitglied der Reichskammer der bildenden Künste mit „geringfügig, nicht hauptberuflich ausgeübter“ künstlerischer Tätigkeit geführt.
Nehrling wurde zur Wehrmacht eingezogen und nahm als Soldat auch am Zweiten Weltkrieg teil.
Nach dem Ende des NS-Staats nahm er 1945 seine künstlerische Laufbahn in Weimar wieder auf. Dort beteiligte er sich 1948 an der Ausstellung "Künstler schaffen. 1945–1948". Er wurde Mitglied im Verband Bildender Künstler der DDR (VBK) und nahm u. a. 1953 an der Dritten Deutschen Kunstausstellung in Dresden teil. 1953 finanzierte ihm der Rat des Bezirks Erfurt Studieneinsätze und schloss Werkverträge, u. a. für Porträtbilder. 1956 konnte Nehrling eine Studienreise in die Niederlande unternehmen. Auf Initiative des VBK erhielt er ab 1956 für sein künstlerisches Lebenswerk die Ehrenrente der DDR.
Die Erben Nehrlings übereigneten 2013 große Teile seines Nachlasses der Klassik Stiftung Weimar und dem Stadtmuseum Weimar.

## Werke (Auswahl)
- Moderne Graphik (Ornament, um 1911; publiziert im Kunstgewerbeblatt, 1911, S. 224)[6]

- Deutsche Nationalversammlung Weimar (Entwurf für eine offizielle Postkarte, 1919)[7]
- Straßenecke (Farbholzschnitt, nach 1915)[8]
- Porträt Rudolf Riege (Öl; im Bestand der Klassik-Stiftung Weimar)[9]
- Rhönlandschaft (Kohlezeichnung, 1920)[10]
- Schloss Belvedere in Weimar (Öl)[11]
- Rennsteiglandschaft (Öl)[12][13]
- Thüringer Wald (Öl, 70 × 70 cm; auf der Dritten Deutschen Kunstausstellung)[12]

## Einzelausstellungen
- 2015: Weimar, Haus am Horn („Der Bauhauskünstler Max Nehrling in Weimar“)